# Frédéric Volle

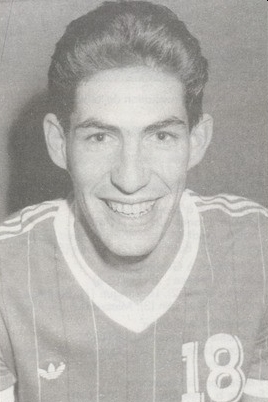
Frederic Volle en 1987.

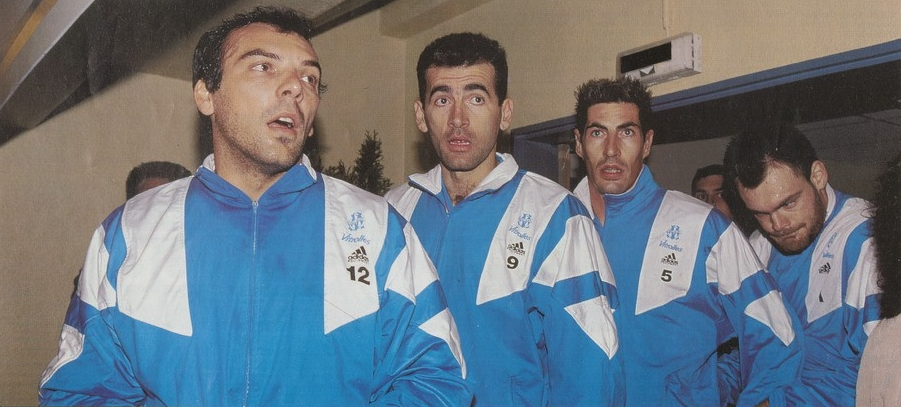
Frédéric Volle, au troisième rang derrière Bašić et Kuzmanovski et devant Martini, lors de la saison 92/93 de l'OM Vitrolles.

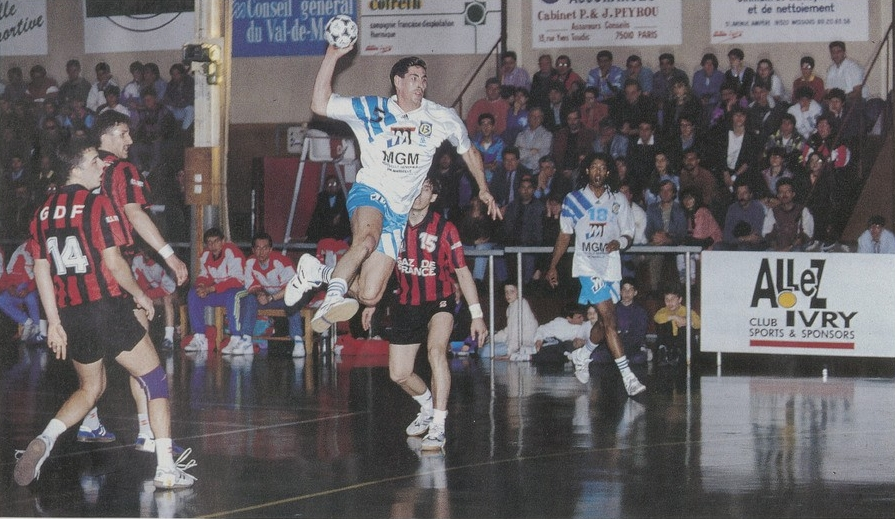
Frederic Volle en 1993.

Frédéric Volle, né le 4 février 1966 à Montpellier, est un ancien joueur de handball français évoluant au poste d'arrière gauche et de demi-centre. Avec Denis Lathoud, Philippe Gardent et les Barjots, il fait partie de la fameuse génération des joueurs qui, sous la direction de Daniel Costantini, fait passer l'équipe de France du groupe C mondial au titre de champion du monde en 1995.

## Biographie

### Parcours en club
Frédéric Volle rejoint l'USAM Nîmes en 1980 où il est formé, joue ses premiers matchs professionnels et remporte ses premiers titres : la coupe de France en 1985 et 1986 puis le championnat de France en 1988, 1990 et 1991. En 1992, il rejoint ensuite l'OM Vitrolles où il remporte la Coupe des Coupes en 1993 et deux nouveaux titres de champion (1994, 1996) ainsi que deux autres coupes de France (1993, 1995).
Un temps pressenti au Montpellier Handball, il reste à l'OM Vitrolles.
En 1996, le dépôt de bilan du club marseillais et la déception des JO d'Atlanta le conduisent à rejoindre le championnat de Allemagne au SG Wallau-Massenheim. Dans ce petit club formé de deux villages allemands proches de Francfort-sur-le-Main, il évolue dans une équipe aux accents français avec Marc Wiltberger et Bernard Latchimy

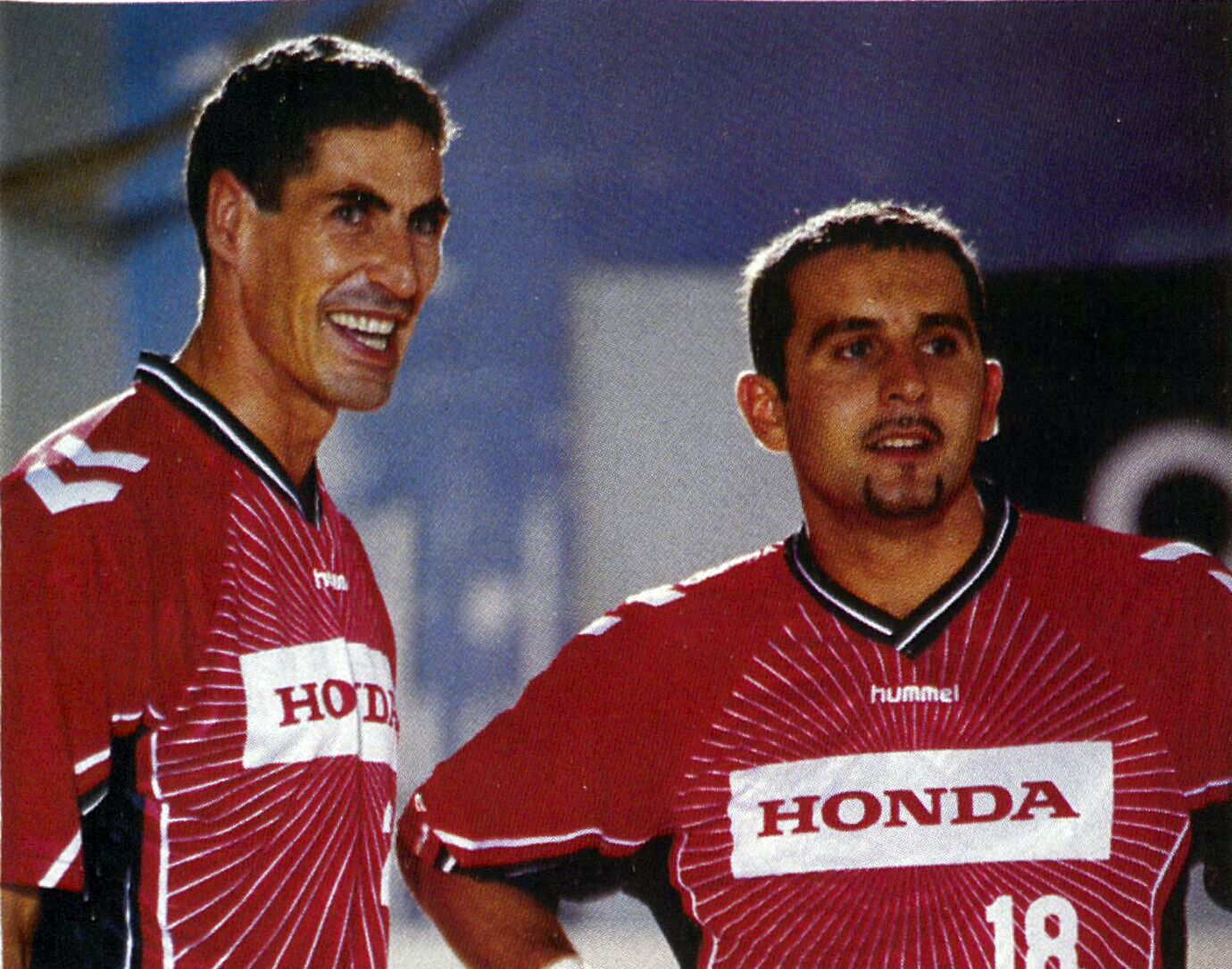
Frédéric Volle (à gauche) avec Stéphane Stoecklin sous le maillot du Honda Suzuka.

Puis il rejoint le club de Honda Suzuka au Japon où le handball se développe depuis le Championnat du monde 1997. Avec son compère Stéphane Stoecklin qui l'y a rejoint, il y remporte 4 titres de champion du Japon et une coupe du Japon. Il termine sa carrière en tant qu'entraineur-joueur au Honda Kumamoto

### Parcours en équipe de France
Frédéric Volle connait sa première sélection en équipe de France à l'occasion des Jeux méditerranéens de 1987 en Syrie où les Français remportent la médaille d'argent. Il devient rapidement un élément central de cette équipe en pleine progression : élu meilleur arrière gauche du championnat du monde B 1989, la 5e place obtenue à cette occasion permettra à la France de participer au championnat du monde 1990 où les Bleus parviennent pour la première se qualifier pour les Jeux olympiques.
Il est ensuite l'un des grands artisans des premiers honneurs au handball français : la médaille de bronze aux Jeux olympiques de 1992 à Barcelone, puis la médaille d'argent l'année suivante au Mondial 93 et enfin l'or mondial lors du Championnat du monde 1995 en Islande.
L'apothéose qu'auraient pu être les Jeux olympiques d'Atlanta resteront comme son pire souvenir, l'équipe de France échouant au pied du podium, bien que Volle soit élu meilleur arrière gauche de la compétition.
Premier joueur à atteindre la barre des 1000 buts marqués en équipe de France, il est dépassé en 2008 par Jérôme Fernandez, puis par Nikola Karabatic en 2015 mais reste en 2021 le troisième meilleur buteur de tous les temps avec 1016 buts en 241 sélections.

### L'après handball
Après sa carrière de joueur, il devient sélectionneur du Japon tout en continuant à évoluer au club d'Honda Kumamoto,. En 2004, il devient l'entraîneur adjoint du club allemand du SG Kronau/Östringen.
Aujourd'hui, il vit à Kelowna au Canada où il est employé par le district régional d'Okanagan Central, en tant qu'officier au contrôle de chien et tout ce qui concerne les règlements intérieurs de parcs.

## Palmarès

### Équipe nationale
Jeux olympiques
- médaille de bronze aux Jeux olympiques de 1992 à Barcelone,  Espagne
- 4e place aux Jeux olympiques de 1996 à Atlanta,  États-Unis

championnats du monde
- vainqueur du championnat du monde 1995,  Islande
- finaliste du championnat du monde 1993,  Suède
- 9e place au championnat du monde 1990,  Tchécoslovaquie
- 5e place au championnat du monde B 1989,  France

championnats d'Europe
- 6e place au championnat d'Europe 1994,  Portugal
- 7e place au championnat d'Europe 1996,  Espagne

Autres
- Médaillé d'argent aux Jeux méditerranéens de 1987 à Lattaquié,  Syrie

### Club
compétitions internationales
- vainqueur de la coupe d'Europe des vainqueurs de coupe (1) en 1993.
  - finaliste en 1994

compétitions nationales
- vainqueur du championnat de France (5) en 1988, 1990, 1991, 1994, 1996.
- vainqueur de la coupe de France (4) en 1985, 1986, 1993, 1995.
- vainqueur du championnat du Japon (4) en 1999, 2000, 2001, 2002.
- vainqueur de la coupe du Japon (1) en 1999.

### Distinctions individuelles
- meilleur buteur du Championnat de France 1988-1989 avec 154 buts ; 2e en 1987-1988 avec 146 buts.
- élu meilleur arrière gauche du Championnat de France 1988-1989, 1989-1990
- élu meilleur arrière gauche du Championnat du monde B 1989
- élu meilleur arrière gauche des Jeux olympiques de 1996[9]
- élu meilleur arrière gauche du XXe siècle en France (Sept de diamant)
- premier joueur à avoir dépassé la barre des 1000 buts marqués en équipe de France